# Кэмп-Дэвид

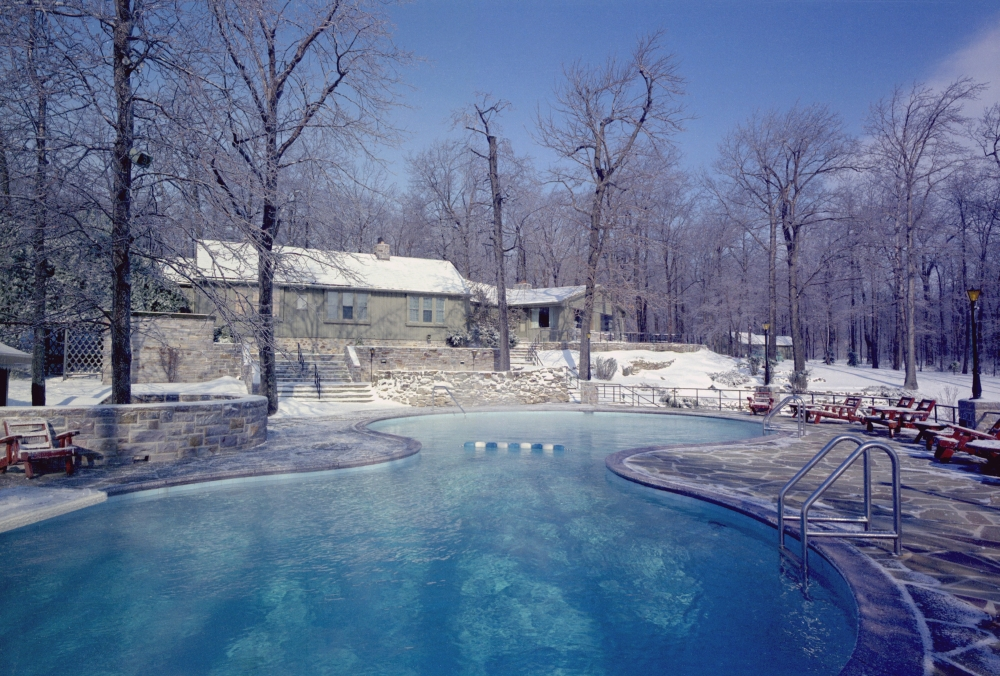
Главное здание Кэмп-Дэвида (1971)

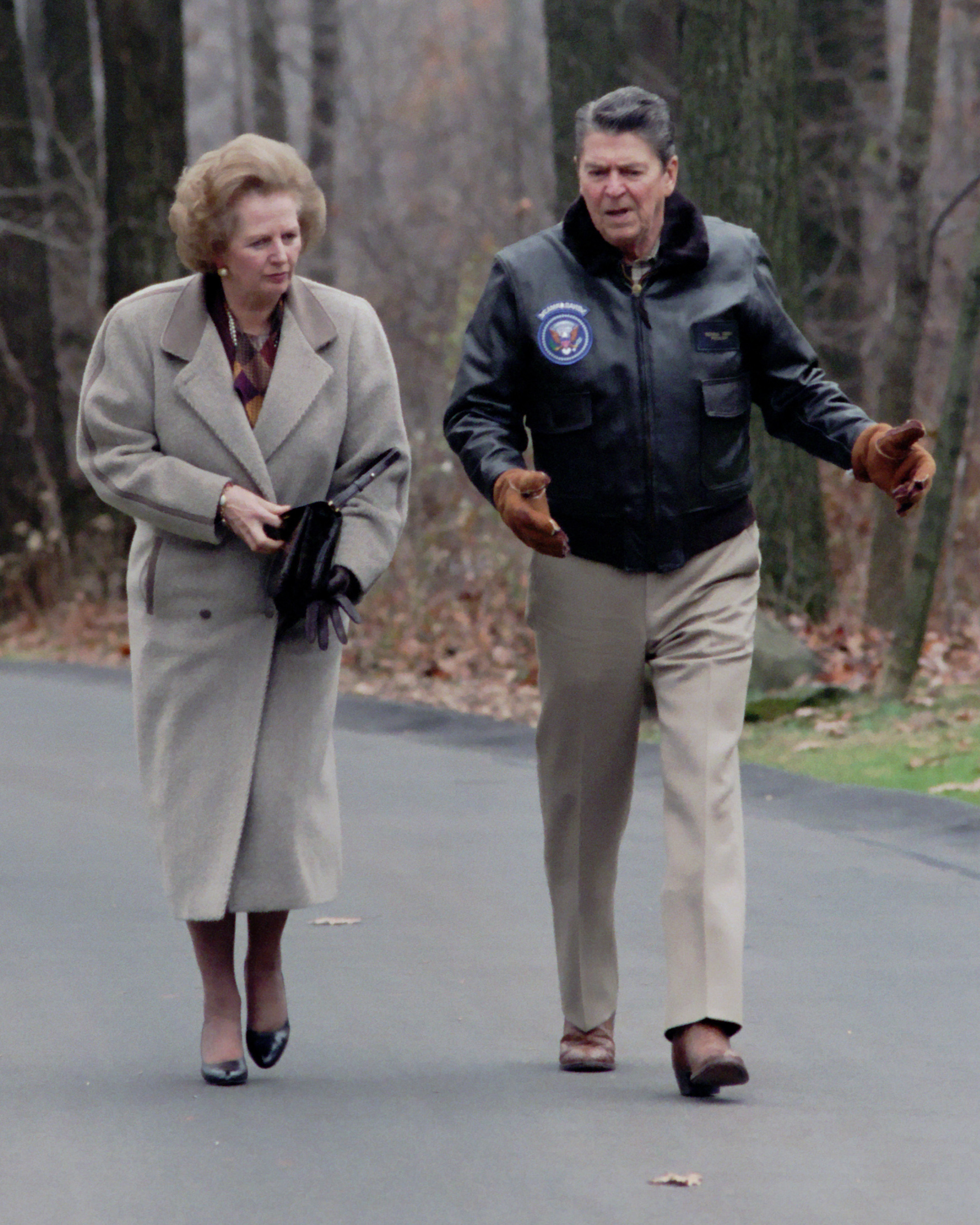
Маргарет Тэтчер и Рональд Рейган в Кэмп-Дэвиде (1986)

Кэмп-Дэвид (англ. Camp David) — загородная резиденция президента США. Официальное название Naval Support Facility Thurmont.
Кэмп-Дэвид находится в 100 километрах к северо-западу от Вашингтона, в парке горы Катоктин (округ Фредерик штата Мэриленд, США) и служит для отдыха действующего президента США, далеко от шума Белого дома.
В нескольких километрах от Кэмп-Дэвида находится убежище Рэйвен Рок.
Резиденция находится в двух часах езды на автомобиле или в получасе перелёта на вертолёте от Вашингтона.
Отличием Кэмп-Дэвида от поселений среднего класса в США является охрана резиденции наравне с военными объектами. Периметр территории огорожен двойным забором, оборудована контрольно-следовая полоса. Охрана осуществляется силами ВМС США и морской пехоты. В резиденцию проложена линия правительственной связи.
Резиденция была построена при президенте Франклине Рузвельте и поначалу именовалась Шангри-Ла. Название Кэмп-Дэвид присвоено этому загородному комплексу Дуайтом Эйзенхауэром в честь своего внука.
С 1978—1979 годов широко известен в мире по одноимённым соглашениям между Израилем и Египтом.

## Использование
- В мае 1943 года состоялась встреча Франклина Рузвельта с Уинстоном Черчиллем.
- Дуайт Эйзенхауэр провёл первое заседание правительства в качестве президента.
- Джон Кеннеди и его семья часто катались на лошадях и проводили другие развлекательные мероприятия.

## В массовой культуре
- В Кэмп-Дэвиде начинается действие фильма «Падение Олимпа».